# 니키 니콜레
니키 니콜레(Nicki Nicole, 2000년 8월 25일 ~ )은 아르헨티나의 래퍼, 가수이다.

## 음반 목록
- Recuerdos (2019)
- Parte de Mí (2021)
- Nobody like yo (2022)